# Зеленівка (Білгород-Дністровський район)
Зеле́нівка (колишня назва Айнгайм, до 14.11.1945 Ененгейм) — село Старокозацької сільської громади Білгород-Дністровського району Одеської області в Україні. Населення становить 177 осіб.

## Історія
1886 року у німецькій колонії Айнгайм, центрі Ейгенгеймської волості, мешкло 462 особи, діяли молитовний будинок та лавка.

## Населення
Згідно з переписом 1989 року населення села становило 171 особа, з яких 67 чоловіків та 104 жінки.
За переписом населення 2001 року в селі мешкало 177 осіб.

### Перепис населення Королівства Румунія 1930
Національний склад населення за даними перепису 1930 року у Румунії:
| Національність | Кількість осіб | Відсоток |
| -------------- | -------------- | -------- |
| німці          | 545            | 94,13 %  |
| росіяни        | 26             | 4,49 %   |
| румуни         | 3              | 0,52 %   |
| євреї          | 3              | 0,52 %   |
| українці       | 2              | 0,35 %   |

Мовний склад населення за даними перепису 1930 року:
| Мова      | Кількість осіб | Відсоток |
| --------- | -------------- | -------- |
| німецька  | 545            | 94,13 %  |
| російська | 27             | 4,66 %   |
| румунська | 4              | 0,69 %   |
| їдиш      | 3              | 0,52 %   |

### Мова
Розподіл населення за рідною мовою за даними перепису 2001 року:
| Мова       | Відсоток |
| ---------- | -------- |
| українська | 96,05 %  |
| російська  | 2,82 %   |
| молдовська | 1,13 %   |